# These Thousand Hills
These Thousand Hills (Brasil: Fama a Qualquer Preço / Portugal: Duelo na Lama) é um filme estadunidense, de 1959, dos gêneros drama e faroeste, dirigido por Richard Fleischer, roteirizado por Alfred Hayes, baseado no livro de A.B. Guthrie, música de Leigh Harline.

## Sinopse
Vaqueiro, tem rápida ascensão, política e social, e se esquece daqueles que lhe foram fiéis no passado.

## Elenco
- Don Murray ....... Albert Gallatin 'Lat' Evans
- Richard Egan ....... Jehu
- Lee Remick ....... Callie
- Patricia Owens ....... Joyce
- Stuart Whitman ....... Tom Ping
- Albert Dekker ....... Delegado Conrad
- Harold J. Stone ....... Ram Butler
- Royal Dano ....... Carmichael
- Jean Willes ....... Jen